# L'Archet
Pour les articles homonymes, voir Archet.
L'Archet est une mélodie pour voix et piano de Claude Debussy composée en 1881 ou 1882 sur un poème de Charles Cros.

## Présentation
L'Archet est composé fin 1881 ou début 1882 sur un texte de Charles Cros extrait du recueil Le Coffret de santal, chansons perpétuelles (Paris, Lemerre, 1873, no 10),.
L'incipit de l'œuvre est : « Elle avait de beaux cheveux, blonds ».
Le musicologue Denis Herlin relève que le poème, à la connotation fantastique, présente quelques similitudes avec Les Elfes, dont le thème de « l'amour tragique d'une femme à la longue chevelure blonde pour un chevalier ». Musicalement, la mélodie « se termine par une coda finale dans l'extrême grave du piano avec à la main droite une série d'accords descendants apportant une lumière différente à chaque mesure ».
La partition est publiée pour la première fois par Durand en 2012 (éd. Denis Herlin, recueil « Quatre nouvelles mélodies », avec Le Matelot qui tombe à l'eau, Romance (Non, les baisers d'amour) et Les Elfes).
La durée moyenne d'exécution de la pièce est de trois minutes environ.
Dans le catalogue des œuvres du compositeur établi par le musicologue François Lesure, L'Archet porte le numéro L 22 (46).

## Discographie
- Debussy Songs vol. 3, Jennifer France (soprano), Malcolm Martineau (piano), Hyperion Records CDA68016, 2014.
- Claude Debussy : intégrale des mélodies, 4 CD, Liliana Faraon et Magali Léger (sopranos), Marie-Ange Todorovitch (mezzo-soprano), Gilles Ragon (ténor), François Le Roux (baryton), Jean-Louis Haguenauer (piano), Ligia Digital, 2014[5],[6].
- Claude Debussy : The complete works, CD 19, Natalie Dessay (soprano), Philippe Cassard (piano), Warner Classics, 2018[7].